# Rastlös
För känslan, se Rastlöshet

Rastlös är en EP med Curt & Roland och är inspelad i Kvarn studio i Kumla. Utgiven 1969.

## Låtlista
Sida A
1. Rastlös
2. Tag korset på.

Sida B
1. En värld.
2. Vi tala om himmelens land.